# عشایری شماره ۱
عشایری شماره ۱ یک روستا در ایران است که در دهستان گلستان (سیرجان) واقع شده‌است. عشایری شماره ۱ ۲۰ نفر جمعیت دارد.